# Аварійна регулююча касета

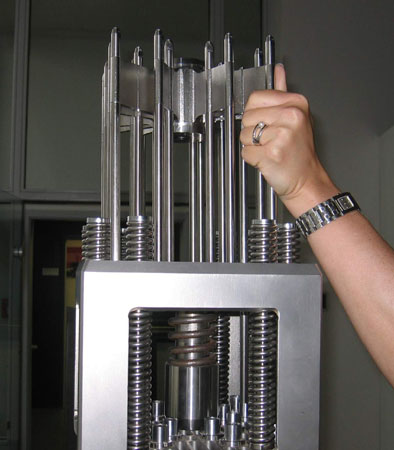
АРК

Аварійна регулююча касета, АРК — як правило, є металевою шестигранною призму з борованої сталі (поглинаюча надставка), що вводиться в активну зону ядерного реактора для регулювання інтенсивності протікання ядерної реакції, і, відповідно, його потужності.
При введенні АРК в активну зону реактора нейтрони починають інтенсивно поглинатися атомами бору, що мають великий переріз поглинання, що призводить до порушення протікання ядерної реакції та її згасання, при виведенні стрижня АРК з активної зони зменшується частка нейтронів, що поглинулась в касетах АРК збільшення інтенсивності ядерної реакції.
Для збільшення ефективності АРК знизу поглинаючої надставки іноді прикріплюють звичайне тепловиділяюче складання (ТВС). Таким чином, при виведенні поглинаючої надставки з активної зони (при її русі вгору в активну зону вводиться касета зі свіжим паливом, а при її опусканні частина палива виводиться з активної зони. Така конструкція АРК застосовується на реакторах ВВЕР-440).
При нормальній роботі реактора на потужності, АРК зазвичай підвішені у верхньому або проміжному положенні, при порушенні роботи реактора електроприводи та електромагніти, що утримують АРК у верхньому положенні, знеструмлюються, і касети АРК падають вниз під дією сили тяжіння, що забезпечує автоматичну аварійну зупинку відмови в системі живлення та управління.